# Strzępiak brązowoczarny

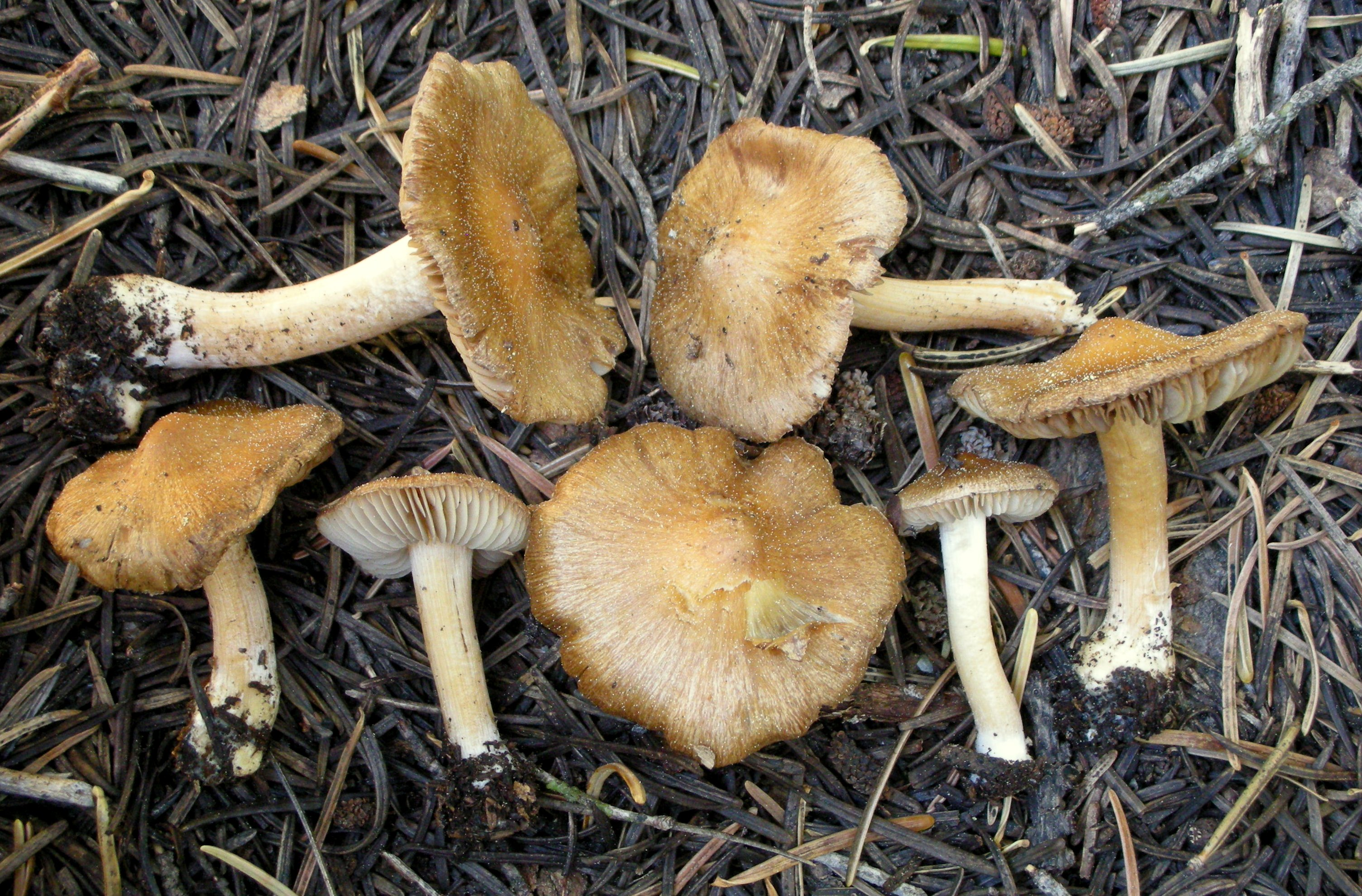

Strzępiak brązowoczarny  (Inocybe fuscidula (Velen) – gatunek grzybów należący do rodziny strzępiakowatych (Inocybaceae).

## Systematyka i nazewnictwo
Pozycja w klasyfikacji według Index Fungorum: Inocybe, Inocybaceae, Agaricales, Agaricomycetidae, Agaricomycetes, Agaricomycotina, Basidiomycota, Fungi.
Synonimy:
- Inocybe brunneoatra (R. Heim) P.D. Orton 1960
- Inocybee descissa f. bisporigera J.E. Lange 1940
- Inocybe descissa var. brunneoatra R. Heim 1931
- Inocybe fuscidula var. bisporigera Kuyper 1986
- Inocybe virgatula Kühner, Bull. 1955
- Inocybe virgatula var. bisporigera (Kuyper) E. Ludw. 2017

Nazwę polską podał Andrzej Nespiak w 1990 r. dla synonimu Inocybe brunneoatra.

## Morfologia
Kapelusz
Średnica 1–2,5 cm, początkowo stożkowaty, potem płasko rozpostarty, zazwyczaj z wyraźnym garbkiem. Powierzchnia włóknista, pokryta przylegającymi, ciemnobrązowymi włókienkami na jasnym tle. Na środku ciemniejszy.
Blaszki
Zatokowato wycięte i szeroko przyrosnięte. U młodych owocników białawe, u starszych kolejno ochrowoszarawe, jasnobrązowe, ciemnobrązowe. Ostrza biało orzęsione.
Trzon
Wysokość 1,5–3,5 cm, grubość 0,3–0,5 cm, walcowaty, nieco grubszy u podstawy, pełny, często wygięty. Szczyt białawy i oszroniony, poza tym włóknisty. Po dotknięciu  zmienia barwę na brązową.
Miąższ
Białawy, o słabym zapachu mąki. Smak początkowo nieco ostry, potem łagodny.
Cechy mikroskopowe
Zarodniki 8–12 × 6–8 µm. Cheilocystydy i pleurocystydy 40–80 × 10–20 µm. W górnej części trzonu występują kaulocystydy o wymiarach 30–145 × 12–18 µm.

## Występowanie i siedlisko
Strzępiak włóknisty występuje w Europie i Ameryce Północnej. W piśmiennictwie naukowym na terenie Polski do 2003 r. podano co najmniej 10 stanowisk.
Grzyb mikoryzowy. Rośnie na ziemi, głównie w lasach i zaroślach i szkółkach leśnych. W Polsce znajdywany w towarzystwie takich drzew jak: brzoza, buk, grab, modrzew, świerk, topola i wierzba. Owocniki zazwyczaj od czerwca do października.